# Franco Giorgetti (cestista)
Franco Giorgetti (Resistencia, 2 dicembre 1992) è un cestista argentino.

## Carriera
Con l'Argentina ha disputato due edizioni dei Campionati sudamericani (2012, 2014).